# Renault Cléon-Alu-motor
Cléon-Alu-motoren, også kendt som "A-motor", er en benzinmotor udviklet og produceret af Renault i 1960. Motoren er en firetakts, firecylindret rækkemotor med aluminiumsblok og -topstykke. Den er vandkølet med en sideliggende, kædedrevet knastaksel som betjener otte topmonterede ventiler ved hjælp af stødstænger og vippearme. Motoren debuterede i Renault 16.

## AxK
AxK har et slagvolume på 1,5 liter (1470 cm³).
Applikationer:
- A1K 1,5 liter (1470 cm³)
  - Renault 16
  - 1967−1970 Lotus Europa S1 og S2 (type 46 og 54)

## AxL
AxL har et slagvolume på 1,6 liter (1565, 1596 eller 1605 cm³).
Applikationer:
- A2L 1,6 liter (1565 cm³)
  - 1968−1980 Renault 16
  - 1971−1976 Renault 15 TS
  - 1972−1976 Renault 17 TL
  - 1970−1973 Renault 12 Gordini
  - 1972−1974 Renault 12 Gordini (1596 cm³)
  - 1973−1975 Alpine A110 1600 S (1605 cm³)
  - 1971−1974 Alpine A310 1600 VE (1605 cm³)
  - 1969−1970 Lotus Europa S2 Federal (type 65)

- A5L 1,6 liter (1565 cm³) Turbo
  - −1984 Renault 18 Turbo
  - 1984−1985 Renault Fuego Turbo

- A7L 1,6 liter (1565 cm³)
  - −1984 Renault 18 Turbo

- A7L 1,6 liter (1605 cm³)
  - 1985− Renault 18

## AxM
AxM har et slagvolume på 1,6 liter (1647 cm³). Den var oprindeligt kendt som type 841 eller 843, afhængig af effekt.
- A1M
  - 1981−1986 Renault Trafic

- A2M/841
  - −1984 Renault 18
  - 1985−1986 Renault 18
  - 1982−1985 Renault Fuego GTL

- A6M/843
  - 1975−1976 Alpine A310
  - −1986 Renault 18
  - 1980−1985 Renault Fuego TS/GTS